# Liste der geschützten Landschaftsbestandteile in Gelsenkirchen
Die Liste der geschützten Landschaftsbestandteile in Gelsenkirchen enthält die geschützten Landschaftsbestandteile im Gebiet der Stadt Gelsenkirchen in Nordrhein-Westfalen.

## Geschützte Landschaftsbestandteile
Im Juli 2019 waren im Landschaftsplan Gelsenkirchen drei geschützte Landschaftsbestandteile nach §29 BNatSchG bzw. §39 LNatSchG NRW festgesetzt.
| Bild | Nr. | Bezeichnung                                                                     | Fläche       | Position                   | Beschreibung | Anmerkungen |
| ---- | --- | ------------------------------------------------------------------------------- | ------------ | -------------------------- | --- | ----------- |
|      | 1   | Weißdornhecke an der Immermannstraße (Buer)                                     | ca. 0,035 ha | 51° 34′ 26″ N, 7° 4′ 18″ O | Eine ausgewachsene etwa 10–12 m hohe Weißdornhecke einschließlich Grünstreifen (Efeubewuchs). An der Westseite der Immermannstraße direkt vor der Einmündung in die Cranger Straße. Geschützt wegen ihrer ökologischen Bedeutung im bebauten Bereich. Länge des Schutzgebiets ca. 70 m, Breite 6 m.                                                                                                   |             |
|      | 2   | Wald am Kämpershof (Buer)                                                       | ca. 0,11 ha  | 51° 34′ 25″ N, 7° 6′ 35″ O | Waldbereich südöstlich der Straße Kämpershof. Das Schutzgebiet besteht aus einem Waldbereich mit 30 Eichen, sowie Grünstreifen im Norden und Westen. Geschützt wegen ihrer ökologischen Bedeutung und den vielfältigen ökologischen Wirkungen eines Waldes im bebauten Innenbereich. |             |
|      | 3   | Trockenrasen und Brache nordöstlich der Sportanlage auf dem Schollbruch (Horst) | ca. 1 ha     | 51° 32′ 23″ N, 7° 0′ 54″ O | Restfläche nördlich und östlich der Sportanlage, begrenzt durch Sportanlage, Parkplatz, Bebauung und Güterbahnhof. Geschützt zur Sicherstellung der Leistungsfähigkeit des Naturhaushalts. Die Fläche im ehemaligen Emscherverlauf besteht aus Sanden. Der Bewuchs zeigt unterschiedliche Sukzessionsstadien von Trockenrasen mit einzelnen Gebüschen bis zu Hochstaudenflur mit einzelnen Gebüschen. |             |